# Малдер и Скалли встречают двуликого монстра
«Малдер и Скалли встречают двуликого монстра» (англ. Mulder and Scully Meet the Were-Monster) — третий эпизод десятого сезона «Секретных материалов». Автор сценария и режиссёр — Дэрин Морган. Премьера эпизода состоялась 1 февраля 2016 года на телеканале Fox.

## Сюжет
В лесу Орегона находят труп мужчины с перерезанной глоткой. Агентам ФБР предстоит выяснить, кто совершил преступление — серийный убийца, животное или таинственное существо, которое видели свидетели.
Фокс Малдер чувствует разочарование своей нынешней работой, поскольку пока отдел «Секретных материалов» 13 лет был закрыт, практически всё тайное стало явным. К примеру, был разгадан секрет Блуждающих камней из Долины смерти. Как оказалось, ледяная корка перемещает камни в процессе таяния. Множество дел, серия загадочных появлений камнеподобного существа в Колорадо, «Человек-броненосец» из Амарилло или «Косматое чёрт-те что из Уолла Уолла», можно объяснить рекламными трюками, приколами или розыгрышами людей скучающих или сумасшедших. Малдер считает, что пора отбросить детские игрушки, вроде йети, людей-мотыльков или зайцелопов.
Дана Скалли сообщает Малдеру о загадочном убийстве в Орегоне. Прибыв на место происшествия, где найдены уже четыре трупа, Малдер продолжает излучать скептицизм, не хочет пускаться на поиски монстра и связывает произошедшее с нападением диких животных.
Агенты знакомятся с сотрудником службы по отлову животных по имени Паша (Кумэйл Нанджани), на которого также напало загадочное существо. Тварь вновь появляется на стоянке для грузовиков, Малдер и Скалли преследуют её, но в туалете, где скрылось это создание, обнаруживают только солидного человека в костюме.
Малдер говорит Скалли, что неизвестное существо выстрелило в него кровью из уголков глаз. В Интернете он нашёл, что такой защитный механизм используют рогатые, или жабовидные ящерицы, обитающие в Северной Америке.
Управляющий мотеля через потайное окно видит, как один из постояльцев Гай Манн сначала громит свой номер, а затем превращается в гигантскую ящерицу. Малдер говорит Скалли, что они столкнулись с необычным случаем — человек способен превращаться в монстра и снова в человека.
Доктор Руманович рассказывает агенту Малдеру про одну деревушку, которая страдала от нападений ящера-людоеда. Местный констебль испробовал всё, чтобы убить это создание, но ничто не могло его остановить. Цыганка сказала ему, что монстра может убить только удар в аппендикс копьем, вылитым из зелёного стекла. Констебль отлил копьё из зелёного стекла, и вонзил его в аппендикс монстра. Когда чудовище начинает умирать, констебль понимает, что видит своё отражение в зеркале. Все это время он был этим монстром.
По словам Румановича, мораль сей басни такова — «Легче всего поверить в монстров где-то там, чем принять настоящего монстра внутри нас самих».
Доктор Руманович сообщает Малдеру, что подозреваемый по имени Гай Манн приходил к нему на приём в понедельник и утверждал, что с появлением луны он превращается в оборотня. Врач выписал человеку-ящерице нейролептик (ранее Малдер нашёл таблетки в разгромленном номере). Доктор также посоветовал Манну, когда он чувствует, что вот-вот начнется, сходить на прогулку по местному кладбищу.
Скалли звонит Малдеру и говорит, что нашла «рогатого жабо-ящеро-человека».
Он работает продавцом в салоне мобильной связи. Скалли пытается задать ему пару вопросов, но подозреваемый приходит в бешенство и сбегает.
Малдер находит Манна на кладбище, где тот прогуливается по совету доктора. Манн провоцирует драку, и пытается заставить Малдера убить его осколком зелёной бутылки в аппендикс, словно монстра из той легенды.
Манн рассказывает свою историю о том, что изначально был гигантской ящерицей. В ночь полнолуния на него напал неизвестный человек, который укусил его в шею и убил четырёх людей в лесу Орегона. На следующий день Манн очнулся в человеческом обличье, снял с одного из убитых одежду и устроился на работу продавцом мобильных телефонов. Чтобы скрасить одиночество, он купил себе щенка по кличке Дагу. Однажды горничная забыла закрыть дверь, и собака сбежала из мотеля. В поисках Дагу Манн вновь встречает человека, который его укусил в лесу.
Скалли приезжает в приют для животных. Внезапно на неё нападает Паша, который пытается задушить её петлей для отлова зверей, однако Скалли скручивает преступника. Прибывшему на место Малдеру она объясняет, что не было никакого разгуливающего монстра, убивающего людей и поедающего их плоть. Вскрытие трупов показало, что настоящей причиной смерти было удушение. Затем Скалли внезапно пришло в голову проанализировать шест с петлей, который Паша оставил, и там нашлись ткани и кровь предыдущих жертв.
Паша рассказывает, что всё началось, когда он был ребёнком. У него появилась неконтролируемая тяга к издевательствам над мелкими животными. Однако Скалли прерывает его исповедь, повторяя слова Малдера о том, что видел одного серийного убийцу — считай, видел их всех.
Малдер находит Манна в лесу и сообщает, что нашёл убийцу. В ответ Манн говорит, что невыносимо устал от жизни в человеческом облике и намерен впасть в спячку на 10 000 лет. Он пожимает Малдеру руку, превращается в ящерицу и скрывается в чаще. Таким образом, Малдер становится свидетелем паранормального явления, и его вера обновляется.

## В главных ролях
- Дэвид Духовны — Фокс Малдер, агент ФБР, сотрудник отдела «Секретные материалы».
- Джиллиан Андерсон — Дана Скалли, агент ФБР, сотрудница отдела «Секретные материалы».

## Приглашённые актёры
- Рис Дарби — Гай Манн
- Кумэйл Нанджиани — Паша

## Рейтинги
Показ третьей серии десятого сезона состоялся 1 февраля 2016 года. Эпизод посмотрели 8,37 млн зрителей. Рейтинг Нильсена составил 2.7 в возрастной группе 18-49 лет. Это означает, что 2,7 % жителей США в возрасте от 18 до 49 лет, смотревших телевизор, выбрали для просмотра именно данный эпизод. Предыдущую серию «Мутация Основателя» посмотрели 9,67 млн человек.

## Съёмки
Гай Манн на кладбище остановился около надгробия с именем Джека Харди, Малдер возложил цветы к могиле Кима Меннерса. Первый — помощник директора сериала, Второй — режиссёр 51 эпизода «Секретных материалов». Даты на плитах соответствуют действительности.